# Jay Kay
Jason Luís Cheetham, conegut artísticament com a Jason Luís Kay o Jay Kay (Stretford, Lancashire, 30 de desembre de 1969) és un cantant anglès, líder de la banda Jamiroquai.
La seva mare era cantant de jazz i d'aquí va treure les seves qualitats artístiques.
Als 15 anys va deixar l'escola i més tard va marxar de casa vagant pels carrers. Va cometre alguns robatoris i va estar implicat en un crim que no va cometre. Però tot canvia quan, en el 1989 va arribar la seva odissea del funk. Un amic seu li va deixar el seu estudi de gravació i allà va començar el seu treball. Va firmar un contracte de 8 discos per la companyia de Sony BMG Entertaintment i va treure el seu primer single "When you gonna' learn?". Posteriorment, el 1993 va sortir a la llum el seu primer CD "Emergency on planet Earth", convertint-se en el més venut de l'any a tot el Regne Unit. Seguidament de "The Return of the space cowboy", "Travelling without moving", "Synkronized", "A funk odyssey", "Dynamite" i un àlbum recopilatori "High Times".
Se l'ha relacionat sentimentalment amb les actrius Winona Ryder i Denise van Outen.
Cal destacar la seva gran passió pels cotxes ràpids i cars, que han aparegut en alguns dels seus videoclips com Cosmic Girl o Alright i també el seu gran amor als barrets, en té una col·lecció de més de 100, arribant a gastar-se 36.000 euros per un.